# Kostel svatého Václava a svatého Víta
Kostel svatého Václava a svatého Víta je římskokatolický chrám v obci Velké Němčice v okrese Břeclav. Je chráněn jako kulturní památka. Raně barokní jednolodní stavba s věží byla vysvěcena roku 1652 na místě dřívějšího gotického chrámu z 15. století.
Jde o farní kostel farnosti Velké Němčice.

## Historie
Farní kostel zasvěcený Panně Marii stál v centru vsi pravděpodobně již v polovině 13. století. Poprvé je písemně zmiňován roku 1392. Původně románská stavba byla v 15. století goticky přestavěna. Kostel byl během první poloviny 17. století těžce poničen, nejprve při vpádu Štěpána Bočkaje roku 1605, později pak během třicetileté války. Z kostela pravděpodobně zůstaly pouze základy se zbytky zdiva. O obnovu kostela i fary se v polovině 16. století zasloužil patron Jan Montrochier se svou manželkou Voršilou. Kostel byl prakticky znovu vystavěn v raně barokním slohu a roku 1652 vysvěcen. Obnovený hlavní oltář byl opět zasvěcen Panně Marii. V roce 1672 byly zbudovány dva nové boční oltáře, zasvěcené svatému Vítovi a za „věrné zemřelé“ (dnes svatému Šebestiánu a svatému Rochu, Bolestné Panně Marii a svatému Augustinu). Roku 1695 byl ulit největší zvon kostela o váze asi 840 kg. Pravděpodobně ještě v 17. století došlo k zasvěcení kostela svatému Václavu a svatému Vítovi.
Roku 1733 bylo olomouckým biskupem knížetem Wolffgangem Hannibalem ze Schrattenbachu založeno bratrstvo svatého Jana Nepomuckého, které se podílelo na udržování a zvelebování kostela, a to až do roku 1770, kdy bylo patentem Josefa II. zrušeno. Během 60. a 70. let 18. století prodělal interiér kostela úpravy v pozdně barokním stylu.
Roku 1854 byl jeden z bočních oltářů s obrazem sv. Augustina z důvodu špatného stavu zbourán a znovu vystavěn. V roce 1873 prodělal větší opravy presbytář, který dostal novou dlažbu a rekonstruovanou střechu s novým sanktusníkem, pobitým plechem. Také střecha věže dostala novou plechovou krytinu. Dále proběhla výměna oken a nový nátěr fasády celého kostela. Další rok došlo k obnově malby nad presbytářem a bočními oltáři. Roku 1880 proběhla obnova zchátralé fasády, kostel dostal novou vnitřní i vnější omítku. Roku 1895 byl zhotoven nový hlavní oltář.
V roce 1917 byly pro válečné účely zabaveny 3 zvony, mezi nimi i největší z roku 1695. Během doby první republiky došlo k dílčím opravám kostela. V roce 1926 byly vysvěceny nové zvony. Během 30. let proběhly rekonstrukce interiéru a oltářů.
Během 2. světové války kostel značně utrpěl. Roku 1942 byly opět rekvírovány tři z pěti zvonů. Během těžkých bojů při osvobozování Velkých Němčic 15. až 18. dubna 1945 byl kostel poškozen dělostřeleckým ostřelováním, které zničilo hodinový stroj, pobořilo část zdí a vytlouklo okenní výplně. Interiér však nedoznal větších škod.
Oprava válečných škod proběhla v letech 1947–1948, roku 1949 byly přes nemalé potíže odlity a vysvěceny nové zvony. V roce 1978 byl zchátralý hlavní oltář z roku 1895 vyměněn za nový, přitom byla odhalena podzemní krypta pod kněžištěm. Velkou rekonstrukci prodělal kostel v letech 1991–1992. Proběhla výměna střešní vazby nad kněžištěm, jeho střecha včetně věžičky získala novou krytinu z měděného plechu. Poválečná brizolitová omítka kostela byla otlučena a nahrazena novou, okna kostela byla zdvojena. Vytápění akumulačními kamny bylo nahrazeno ústředním plynovým. Roku 1996 proběhla oprava varhan a pořízení nového hodinového stroje. Roku 2000 se dočkala opravy střecha kostelní věže, včetně nového opláštění měděným plechem. V roce 2004 proběhla výměna střešní krytiny na lodi kostela.

## Popis
Kostel je raně barokní jednolodní orientovaná stavba s polygonálním závěrem kněžiště a čtyřbokou věží v západním průčelí. Okna lodě, kněžiště i věže jsou půlkruhově klenutá. Vstup do kostela se nachází v jižní části lodě. U jižní strany kněžiště stojí přístavek oratoře, na severní straně pak sakristie. Věž kostela je opatřena vstupem na západní straně. Na zvonicovém patře jsou umístěny ciferníky hodin. Střecha věže je zakončena cibulovou bání přecházející v jehlan, podobně je tvarována i sanktusová věžička nad kněžištěm.
Interiér lodi je zaklenut valenou klenbou s lunetami. Hlavní oltář kostela v podobě sousoší Nejsvětější Trojice pochází z roku 1978, jeho autorem je Ludvík Kolek. Dále se zde nacházejí tři boční oltáře z umělého mramoru, zasvěcené Bolestné Panně Marii, sv. Augustinu, sv. Šebestiánu a sv. Rochu. Oltář sv. Augustina pochází z 19. století, ostatní dva z 18. století. Interiér doplňuje několik soch, křtitelnice a barokní kazatelna.
Vně kostela u jižní strany lodě se nachází kříž z roku 1856, věnovaný manželi Šabatovými. Vedle něj u stěny věže stojí socha svatého Donáta v šatu římského vojáka, kvalitní barokní práce z první poloviny 18. století. U severní strany kněžiště stojí barokní socha svatého Vendelína z roku 1748. Světec je vyobrazen v pastýřském šatu s kyjem v ruce.

## Galerie

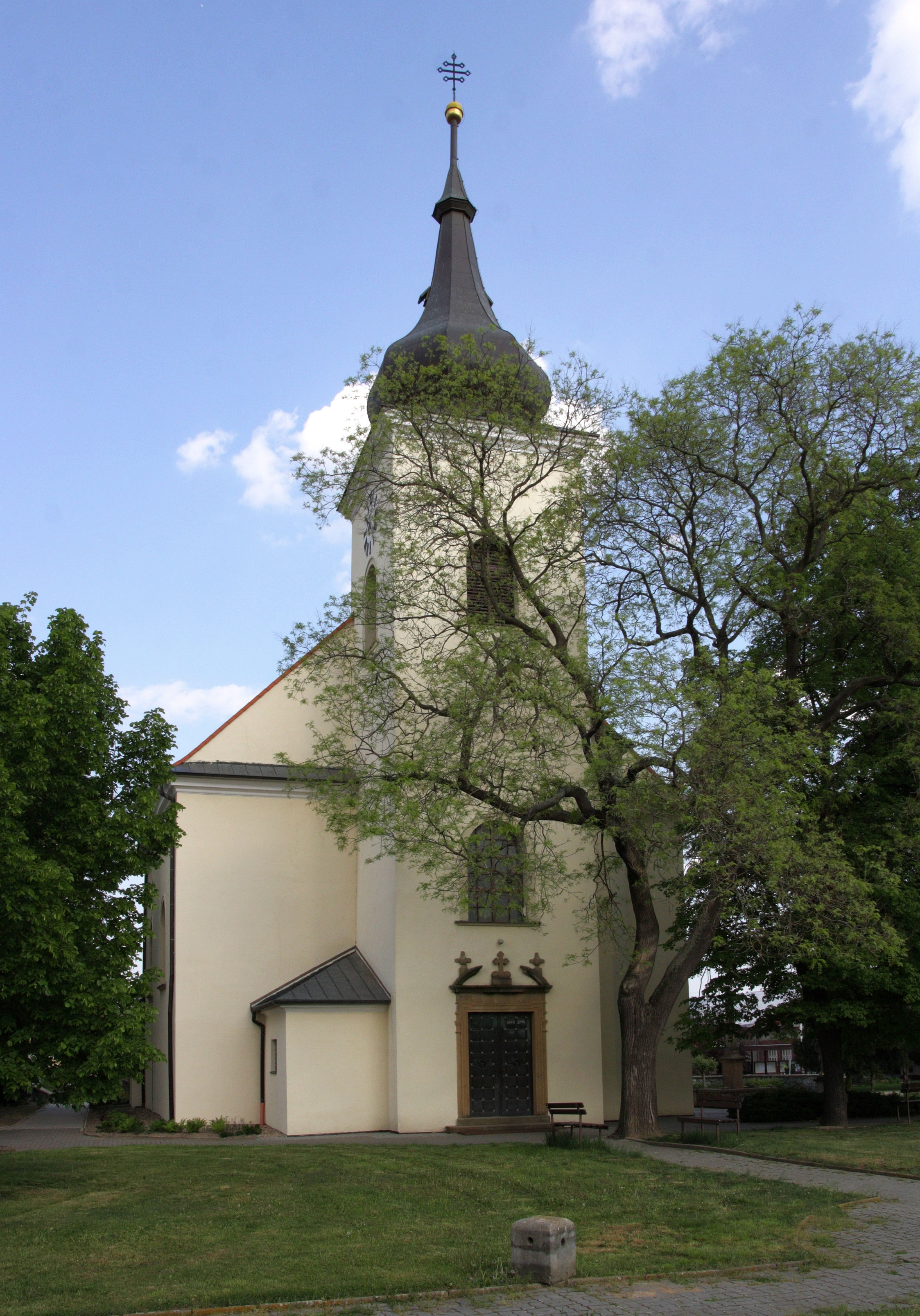
západní pohled na věž kostela
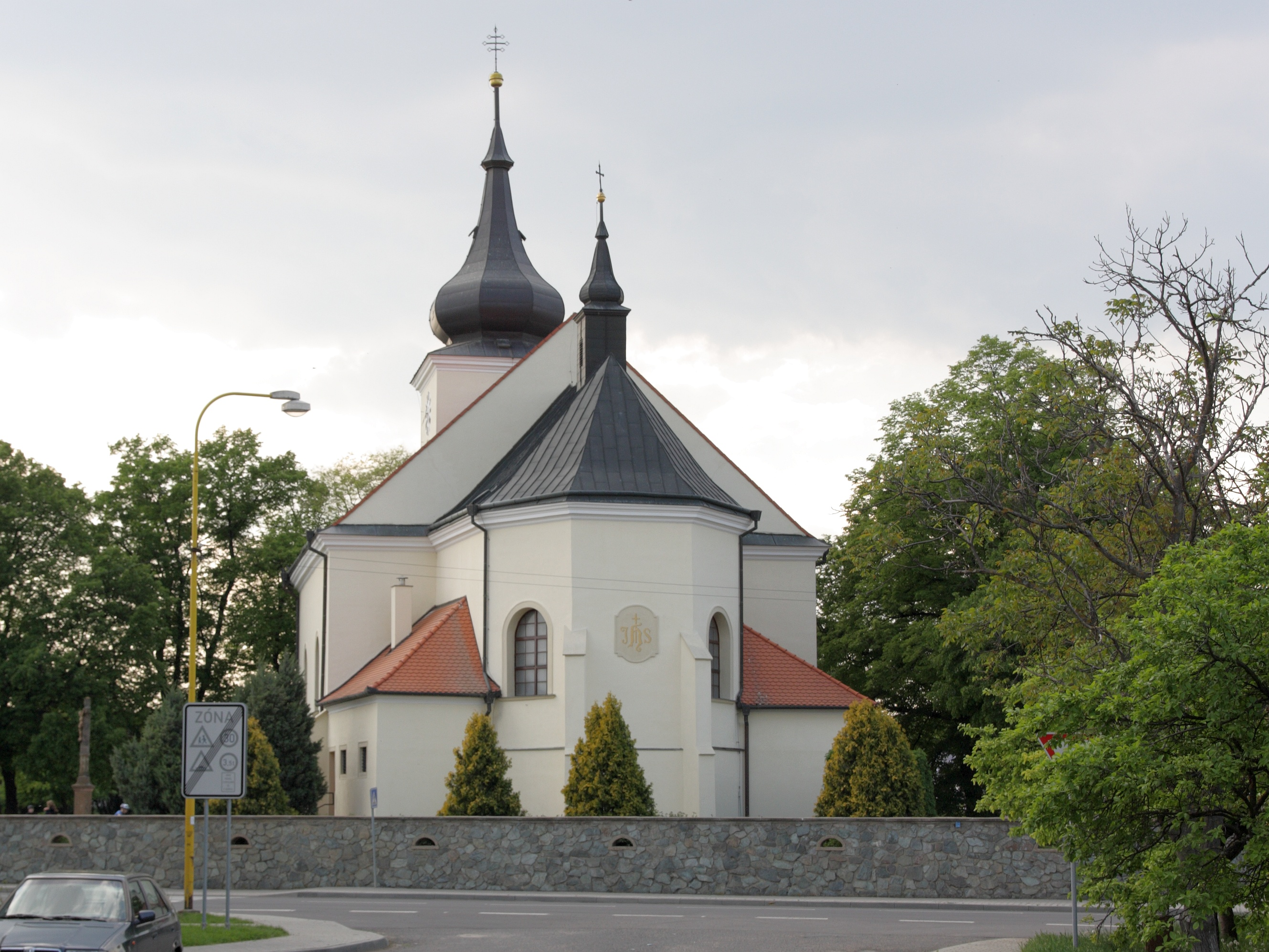
pohled na kněžiště
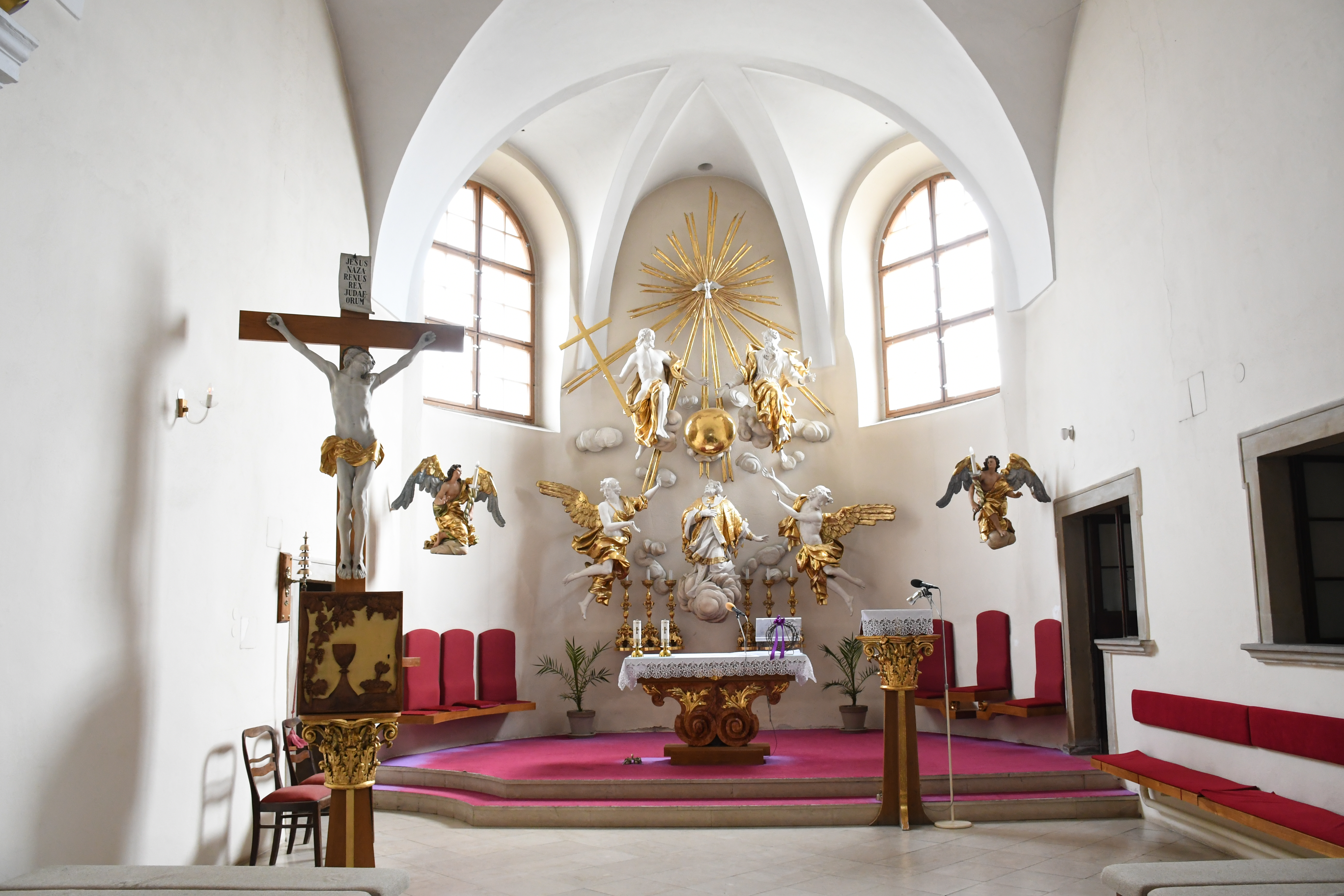
hlavní oltář
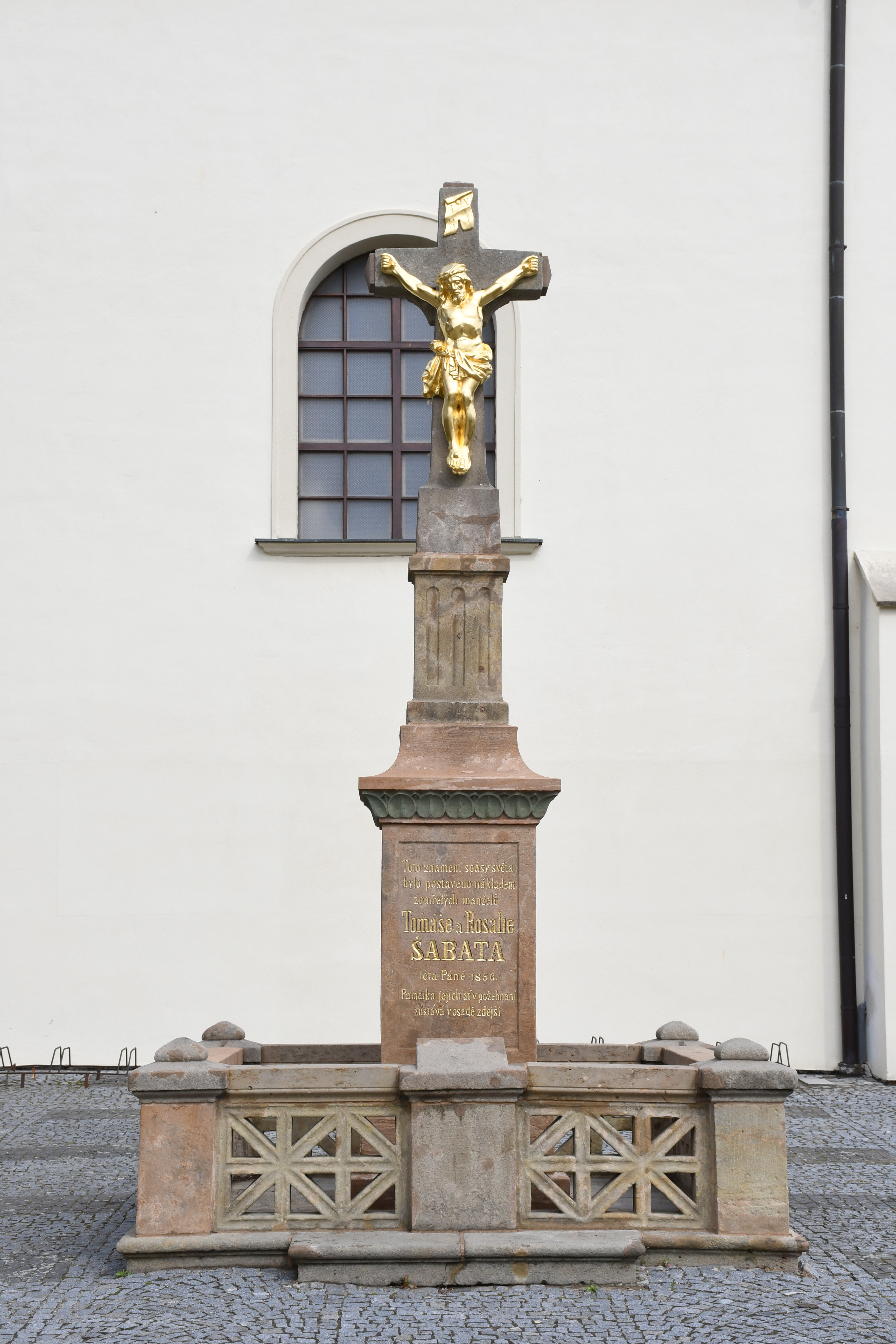
kříž z roku 1856
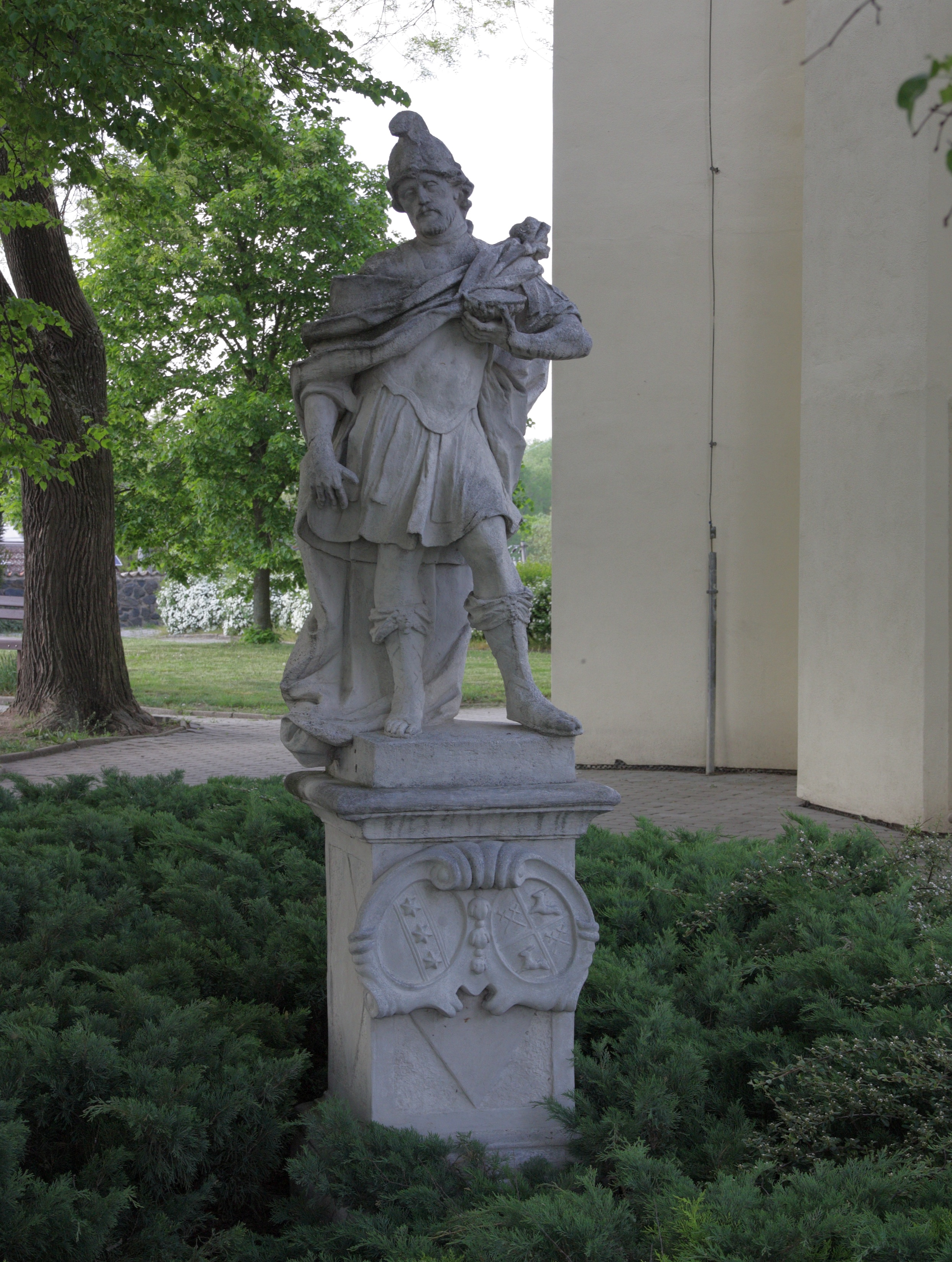
socha sv. Donáta
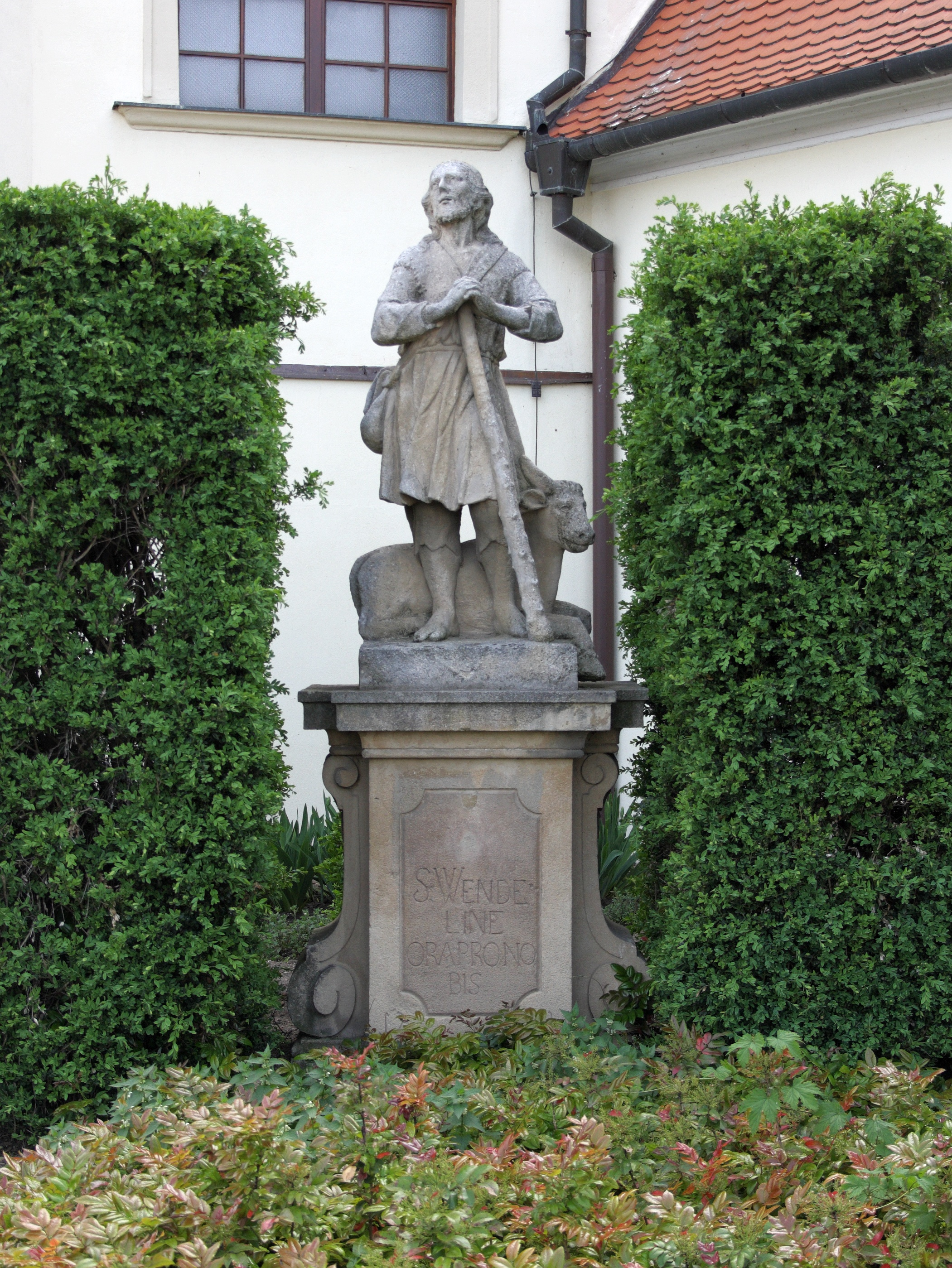
socha sv. Vendelína